# نارف
رود نارف (به لهستانی: Narew) یکی از شاخه‌های رود ویستولا است که در سمت راست آن قرار دارد. این رود از معدود رودخانه‌های شریانی اروپاست و در غرب بلاروس و شمال شرق لهستان جریان دارد.